# Igaçaba (Pedregulho)
Igaçaba é um distrito do município brasileiro de Pedregulho, que integra a Aglomeração Urbana de Franca, no interior do estado de São Paulo.

## História

### Origem
O povoado que deu origem ao distrito se desenvolveu ao redor da estação ferroviária, inaugurada pela Companhia Mogiana de Estradas de Ferro em 22/11/1899.

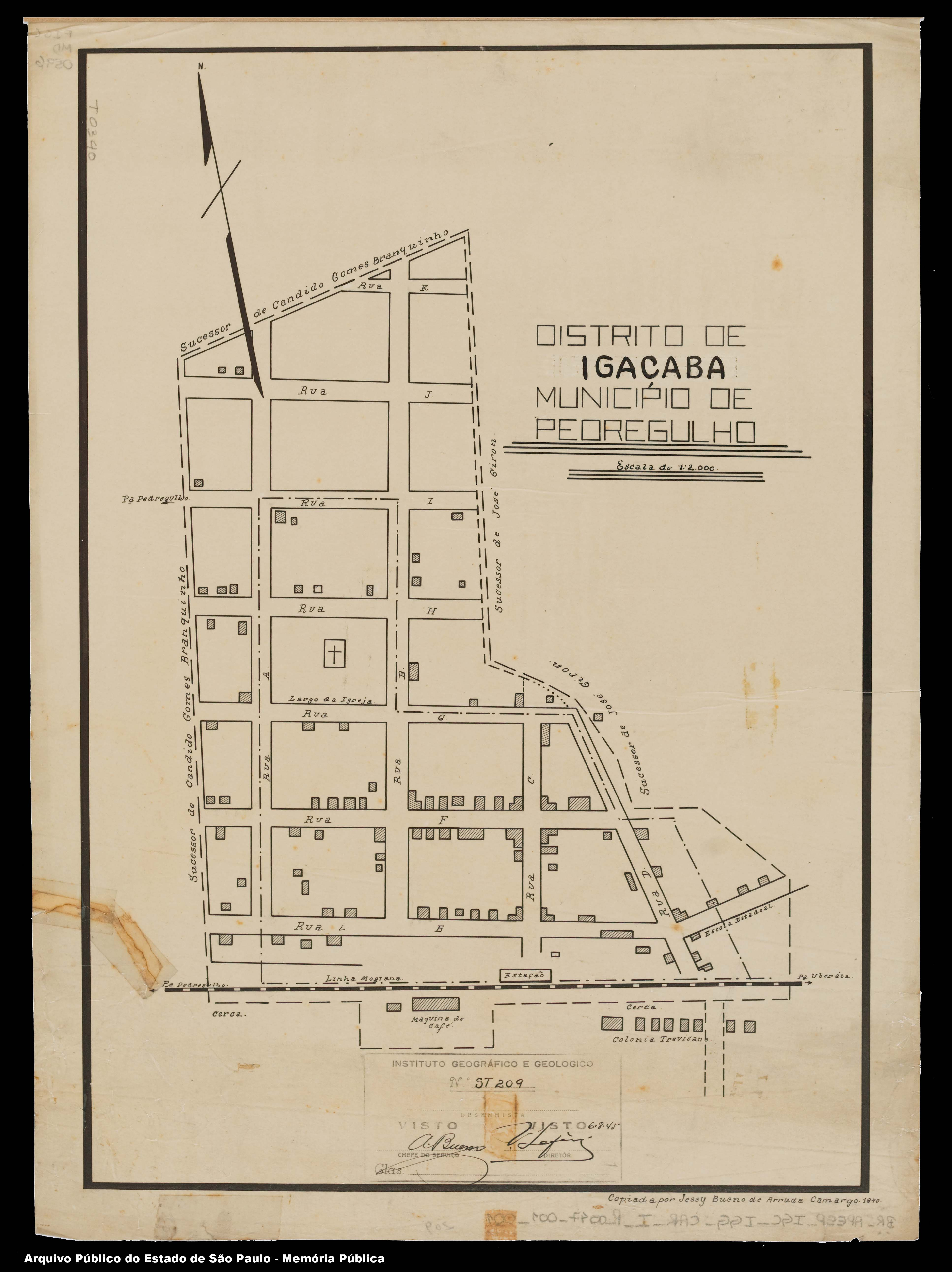
Planta da área urbana original.

### Formação administrativa
- Distrito criado pelo Decreto nº 7.355 de 05/07/1935 no município de Pedregulho[4].
- Distrito policial de Igaçaba criado em 24/07/1936[5].
- Pela Lei n° 233 de 24/12/1948 perdeu terras para a formação do distrito de Alto Porã[6].

### Pedido de emancipação
O distrito tentou a emancipação político-administrativa e ser elevado à município, através de processo que deu entrada na Assembléia Legislativa do Estado de São Paulo no ano de 1963, mas como não atendia os requisitos necessários exigidos por lei para tal finalidade, o processo foi arquivado.

## Geografia

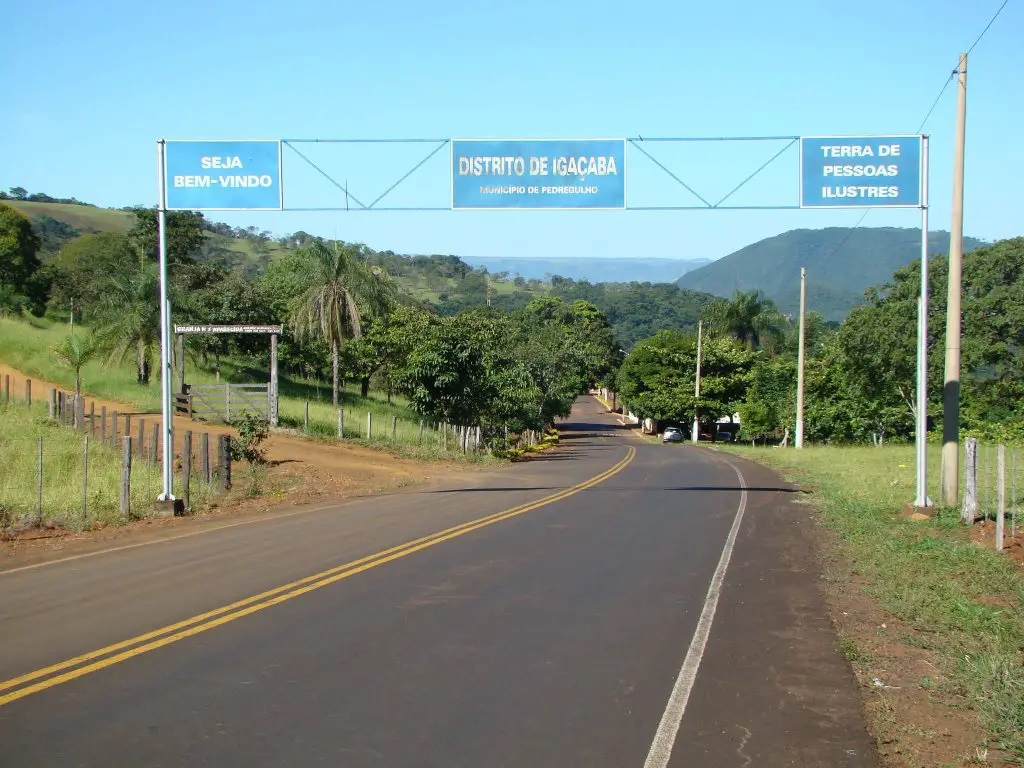
Entrada do distrito.

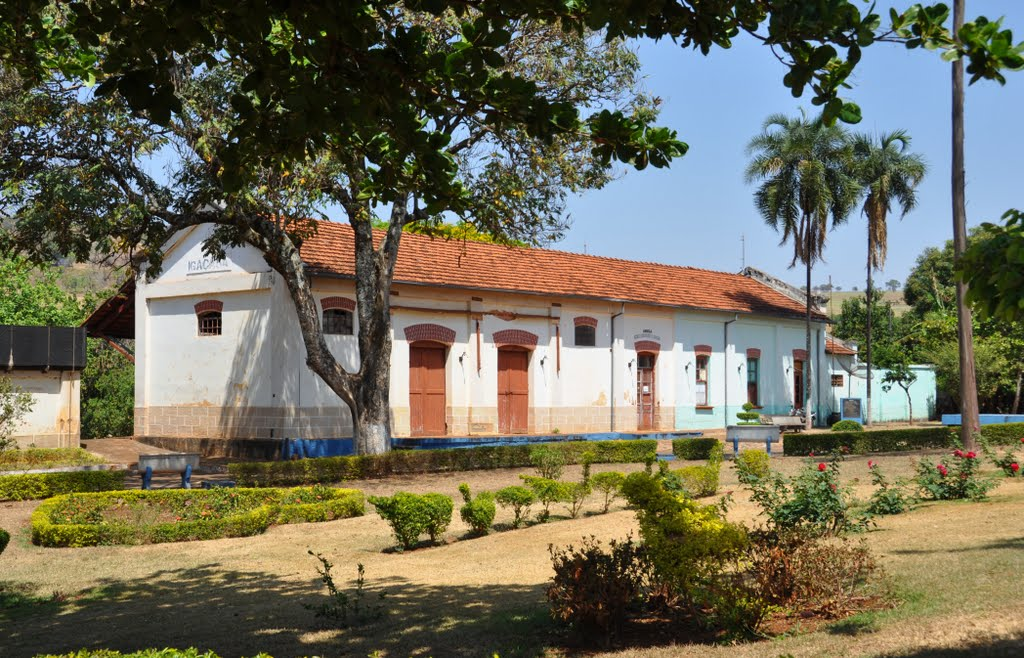
Antiga estação ferroviária.

### Demografia

#### População urbana
| Crescimento população urbana | Crescimento população urbana | Crescimento população urbana | Crescimento população urbana |
| Censo                        | Pop.                         |                              | %±                           |
| ---------------------------- | ---------------------------- | ---------------------------- | ---------------------------- |
| 1940                         | 487                          |                              | —                            |
| 1950                         | 465                          |                              | −4,5%                        |
| 1960                         | 487                          |                              | 4,7%                         |
| 1970                         | 414                          |                              | −15,0%                       |
| 1980                         | 295                          |                              | −28,7%                       |
| 1991                         | 263                          |                              | −10,8%                       |
| 2000                         | 304                          |                              | 15,6%                        |
| 2010                         | 232                          |                              | −23,7%                       |
| Fonte: IBGE e Fundação SEADE |                              |                              |                              |

#### População total
Pelo Censo 2010 (IBGE) a população total do distrito era de 519 habitantes.

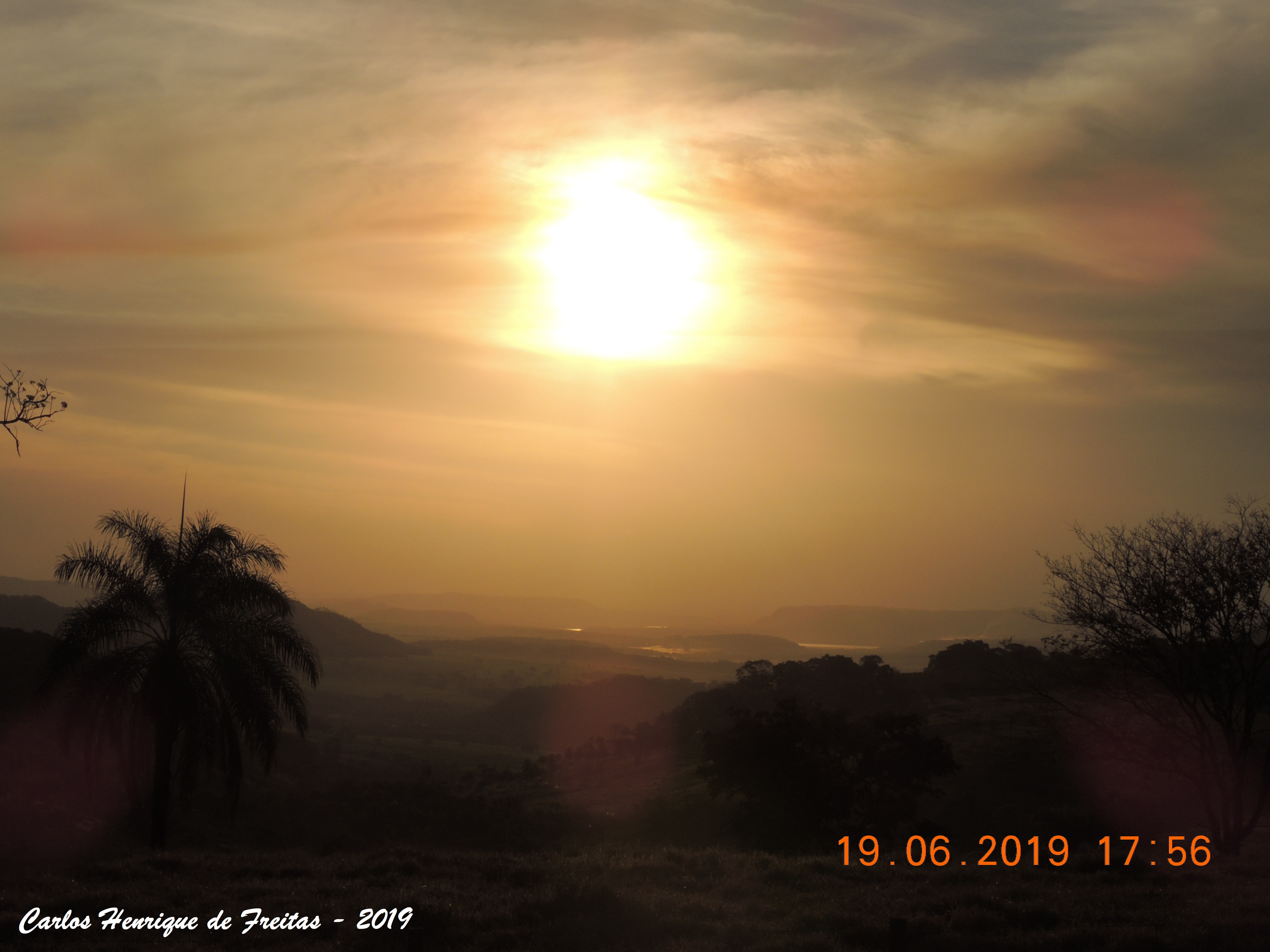
Bela paisagem na SP-334 próximo ao trevo de Igaçaba.

### Área territorial
A área territorial do distrito é de 111,182 km².

### Rodovias
O acesso principal para o distrito fica no km 455 da Rodovia Cândido Portinari (SP-334).

### Ferrovias
Linha do Rio Grande da Companhia Mogiana de Estradas de Ferro, extinta na década de 70. Posteriormente foi constituída a Estrada de Ferro Vale do Bom Jesus, com fins turísticos, que também já foi extinta.

## Serviços públicos

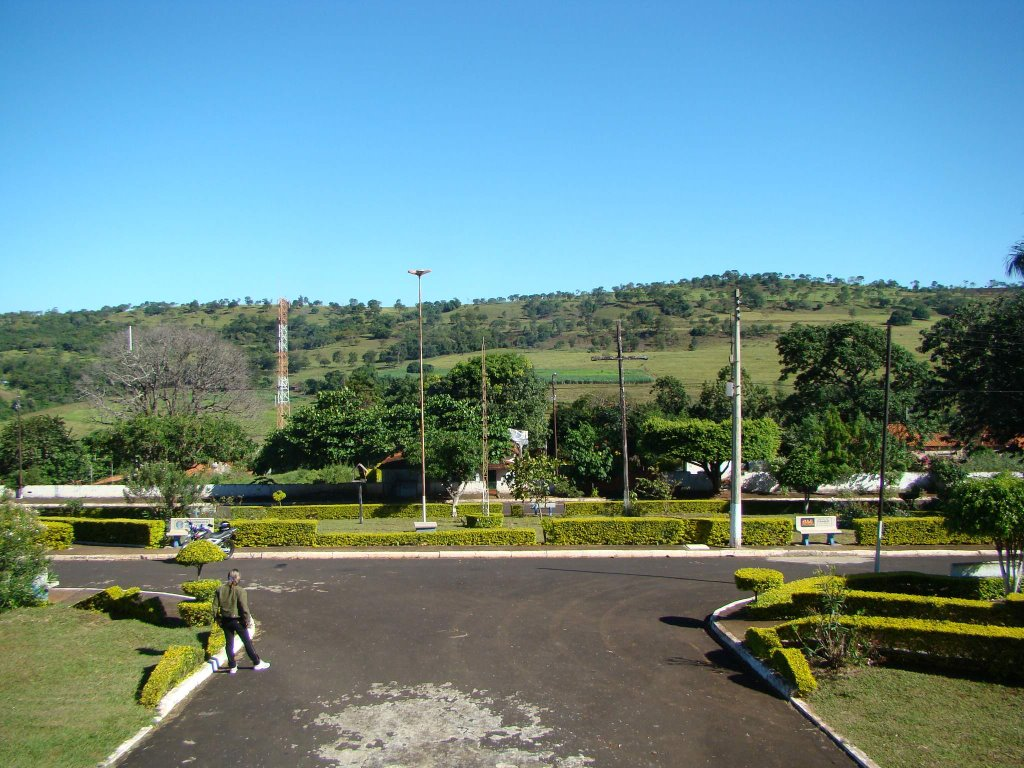
Praça.

### Registro civil
Atualmente é feito na sede do município, pois o Cartório de Registro Civil das Pessoas Naturais do distrito foi extinto pelo  Tribunal de Justiça do Estado de São Paulo, e seu acervo foi recolhido ao cartório do distrito sede.

### Saneamento
O serviço de abastecimento de água é feito pela Companhia de Saneamento Básico do Estado de São Paulo (SABESP).

### Energia
A responsável pelo abastecimento de energia elétrica é a CPFL Paulista, distribuidora do Grupo CPFL Energia.

### Telecomunicações
O distrito era atendido pela Telecomunicações de São Paulo (TELESP), que construiu uma central telefônica no distrito de Alto Porã para atender os dois distritos, e que é utilizada até os dias atuais. Em 1998 esta empresa foi vendida para a Telefônica, que em 2012 adotou a marca Vivo para suas operações.

## Religião

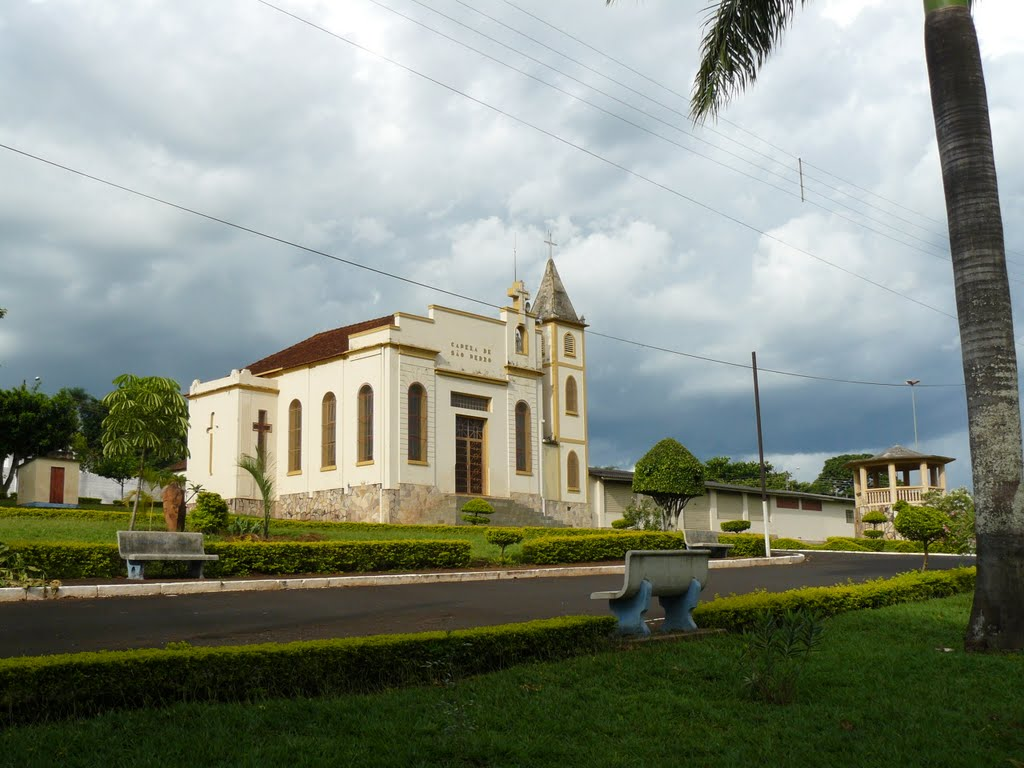
Igreja.

O Cristianismo se faz presente no distrito da seguinte forma:

### Igreja Católica
- A igreja faz parte da Diocese de Franca[21].

## Personalidades
- Orestes Quércia, empresário e político, 53° governador do estado de São Paulo[22][23].